# Neophasis oculata
Neophasis oculata är en plattmaskart. Neophasis oculata ingår i släktet Neophasis och familjen Lepocreadiidae. Inga underarter finns listade i Catalogue of Life.